# Lijst van voetbalinterlands Benin - Mali
Deze lijst van voetbalinterlands is een overzicht van alle officiële voetbalwedstrijden tussen de nationale teams van Benin en Mali. De landen speelden tot op heden zestien keer tegen elkaar. De eerste ontmoeting was een vriendschappelijke wedstrijd op 24 januari 1982 in Cotonou. Het laatste duel, een kwalificatiewedstrijd voor de Afrika Cup 2017, werd gespeeld in Bamako op 4 september 2016.

## Wedstrijden
| №  | Plaats  | Datum            | Competitie                   | Wedstrijd    | Uitslag |
| -- | ------- | ---------------- | ---------------------------- | ------------ | ------- |
| 1  | Cotonou | 24 januari 1982  | Vriendschappelijk            | Benin − Mali | 2 − 3   |
| 2  | Bamako  | 18 november 1984 | Afrika Cup 1986 kwalificatie | Mali − Benin | 1 − 0   |
| 3  | Cotonou | 2 december 1984  | Afrika Cup 1986 kwalificatie | Benin − Mali | 2 − 2   |
| 4  | Cotonou | 14 februari 1988 | Vriendschappelijk            | Benin − Mali | 1 − 2   |
| 5  | Cotonou | 6 oktober 1996   | Afrika Cup 1998 kwalificatie | Benin − Mali | 1 − 2   |
| 6  | Bamako  | 22 juni 1997     | Afrika Cup 1998 kwalificatie | Mali − Benin | 3 − 1   |
| 7  | Bamako  | 7 november 2001  | Vriendschappelijk            | Mali − Benin | 0 − 0   |
| 8  | Bamako  | 25 maart 2007    | Afrika Cup 2008 kwalificatie | Mali − Benin | 1 − 1   |
| 9  | Cotonou | 3 juni 2007      | Afrika Cup 2008 kwalificatie | Benin − Mali | 0 − 0   |
| 10 | Sekondi | 21 januari 2008  | Afrika Cup 2008              | Mali − Benin | 1 − 0   |
| 11 | Bamako  | 21 juni 2009     | WK 2010 kwalificatie         | Mali − Benin | 3 − 1   |
| 12 | Cotonou | 6 september 2009 | WK 2010 kwalificatie         | Benin − Mali | 1 − 1   |
| 13 | Cotonou | 3 juni 2012      | WK 2014 kwalificatie         | Benin − Mali | 1 − 0   |
| 14 | Bamako  | 16 juni 2013     | WK 2014 kwalificatie         | Mali − Benin | 2 − 2   |
| 15 | Cotonou | 6 september 2015 | Afrika Cup 2017 kwalificatie | Benin − Mali | 1 − 1   |
| 16 | Bamako  | 4 september 2016 | Afrika Cup 2017 kwalificatie | Mali − Benin | 5 − 2   |

## Samenvatting
| Competitie              | Totaal gespeeld | Winst Benin | Gelijk | Winst Mali | Doelsaldo Benin – Mali |
| ----------------------- | --------------- | ----------- | ------ | ---------- | ---------------------- |
| WK-kwalificatie         | 4               | 1           | 2      | 1          | 5 − 6                  |
| Afrika Cup              | 1               | 0           | 0      | 1          | 0 − 1                  |
| Afrika Cup-kwalificatie | 8               | 0           | 4      | 4          | 8 − 15                 |
| Vriendschappelijk       | 3               | 0           | 1      | 2          | 3 − 5                  |
| Totaal                  | 16              | 1           | 7      | 8          | 16 − 27                |

Wedstrijden bepaald door strafschoppen worden, in lijn met de FIFA, als een gelijkspel gerekend.